# Robert Aldrich
Robert Aldrich (9. august 1918 i Cranston, Rhode Island, USA – 5. december 1983 i Los Angeles, Californien, USA) var en amerikansk filminstruktør og producent.
Aldrich instruktørdebuterede i 1953, og fik tidlig succes med bl.a. westernfilmen Vera Cruz (1954), den bizarre kriminalfilm Kiss Me Deadly (Kys mig til døde) og Hollywood-skildringen The Big Knife (1955). Opsigt vakte melodramaet Whatever Happened to Baby Jane? (Hvad blev der egentlig af Baby Jane?, 1962), med Joan Crawford og Bette Davis som hadefulde søstre. Krigsfilmen The Dirty Dozen (Det beskidte dusin, 1967) og satirerne The Longest Yard (Det skrappe hold, 1974) og Twilight's Last Gleaming (Raketbase 3, 1977) blev biografsucceser. Aldrichs film er ofte præget af en illusionsløs realisme.